# ちょっぴ
ちょっぴはNTTレゾナントが運営するポータルサイト・旧キッズgooに登場するマスコットキャラクター。

## キャラクター
ヒロイン。キッズgooアイランドに住まうナガミミ族の少女で、メインキャラクター・ぐっぴょんのいとこ。彼とシャモとは仲の良い小学校の同級生である。ぐっぴょん、シャモ、パリンちゃんと並ぶ女の子マスコットキャラクター。
一人称は「私」。名前の由来は、「ちょっぴり」の語尾に当たる「り」を抜いた形から。なお、登場当初はまだ名前が決まっておらず、初期のぐっぴょんゲームなどでは「女の子」「あの子」などと呼ばれている。
血液型はO型、身長44cm、誕生日と体重は不明。

## 外見
ぐっぴょん同様、白色のウサギに似た体格をしておるが、女の子らしい長いまつげと長い耳や尻尾の上の部分と両足の下の部分にギザギザ入りのオレンジ色のワンポイントが入っている等チャームポイントが多い。凛々しい眉毛が生えているのは、彼女の気の強さの表れを物語っているかのように見える。
オレンジ色を基調とする黄色のハートが縫い付けてあるマフラーがトレードマークで、夏でも外すことは滅多にない。実はマフラーには夏用と冬用があるためか、これを毎日付け替えている。しかし、その違いは本人しか分からない。ぐっぴょんマンガ48では、水色のカラーに星型か入ったマフラーをリボン結びにしたことがあった。

## 性格
彼女の尊敬人物である両親の背を見て育ったせいか、強気で男勝りな面を持ち合わせており、ぐっぴょんでも彼女の言動に口出し出来ない程である。また面倒見も良く、カルガモ親子が寝ている所を気を配ったことがある。かなりの行動派で、彼と初めての冒険でリードしたり、肝試しで幽霊に扮したぐっぴょんとシャモを打ち負かしたりした。
短気な所が多く、ぐっぴょんの言動や行動に怒りをあらわにし（時折シャモも一緒になって叱ることが多い）すぐに叱りつけている。ぐっぴょんマンガ48では、彼をビンタしたことがあった。
非常に知識が豊富で解説役をする事が多い。

## 好きな物と事
上記同様母親に憧れて育ったせいか、小学生とは思えない程の料理が上手であり、クリスマスのパーティーで料理を担当したり、バレンタインデーでぐっぴょん達の姿を模ったチョコレートを作ったりする事が多い。さらにお菓子作りも上手く、クッキーとケーキにアップルパイを作った経験がある。
また手芸も得意で、手作りのマフラーをぐっぴょんのクリスマスプレゼントとして渡した経験があった。
勝負事が好きで、紙相撲で優勝したことがある。また、エアーホッケーでも相手の腕前を確かめていた。さらに、駄洒落やなぞかけの腕前も彼らも敵わない程である。
花が好きで、3人の自由研究にもしようとしたり、パリンちゃんにプレゼントされて喜んだりした。
お菓子も大好きで、アイスクリームの種類には意外と詳しい。それにおしゃれが趣味である。

## 苦手な物と事
ぐっぴょんとシャモに比べ、苦手な食べ物はほとんどないが、毛虫とゴキブリとヤモリが苦手である。
ぐっぴょんの気まぐれ日記とぐっぴょんマンガ102では、体重の事を気にしているのが伺われる。その事が原因で本気でダイエットを始めようと思ったが、おじいちゃんから彼女は他の誰かもいない程可愛いと言われたため、思いとどまった。

## 人間関係
ぐっぴょん
前述の通り、彼女の親戚で同級生。基本的には仲が良いが、彼の性格が災いして説教する事が多い。
シャモ
前述のぐっぴょん同様仲の良い同級生。彼も彼女に説教される事がある。
おじいちゃん
祖父。
ミント
彼女の弟の様な存在。
パリンちゃん
仲が良い。
父
母
ぐっぴょんの父
伯父。
ぐっぴょんの母
伯母。